# Sarah Jentgens
Sarah Jentgens (* 30. August 1982 in Köln) ist eine deutsche Eiskunstläuferin.

## Biografie
Sarah Jentgens begann im Alter von zwei Jahren mit dem Eislaufen. Als Kind wurde sie in einer Ballett- und Jazz-Dance-Schule ausgebildet. Ab 1990 trainierte Jentgens als Einzelläuferin im Landesleistungszentrum Dortmund bei Peter Meyer und Peter Jonas. Sie brachte es 1997 für den ERC Westfalen Dortmund bis zur nationalen Meisterklasse.
Zwei Jahre nach ihrem vorübergehenden Rückzug vom Wettkampfsport und einer Ausbildung zur Kosmetikerin kehrte Sarah Jentgens im Sommer 2000 als Paarläuferin mit Mirko Müller, dessen vorherige Partnerin Peggy Schwarz ihre Karriere beendet hatte, auf das Eis zurück. Von Knut Schubert in Berlin trainiert, verzichtete das Paar in der Saison 2000/01 auf die Teilnahme an größeren Wettkämpfen. In der olympischen Saison 2002 gewannen Jentgens/Müller den nationalen Titel. Erster und zugleich letzter internationaler Wettbewerb war die Europameisterschaft in Lausanne, bei der das Paar wegen einer Erkrankung Müllers nach dem Kurzprogramm aufgab und damit die Qualifikation für die Olympischen Winterspiele  in Salt Lake City verpasste.
Nach dem Ende ihrer Amateurkarriere wechselte Sarah Jentgens ins Profilager mit Auftritten als Showtänzerin in Eisshows bei Holiday on Ice und im Phantasialand in Brühl.
Im Herbst 2006 trat Sarah Jentgens zusammen mit Marco Schreyl bei der RTL-Show Dancing on Ice an. Beide erreichten das Finale gegen Ruth Moschner und Carl Briggs. Verletzungsbedingt konnte Jentgens allerdings nicht am Finale teilnehmen und wurde durch Theresa Schumann ersetzt, die mit Schreyl den 2. Platz belegte.

## Erfolge/Ergebnisse

### Paarlauf

#### Europameisterschaften
- 2002 – nach Kurzprogramm (10. Rang) aufgegeben – Lausanne

#### Deutsche Meisterschaften
- 2002 – 1. Rang – Berlin

### Einzellauf

#### Deutsche Meisterschaften
- 1997 – 10. Rang